# Didier Brice
 (mai 2016).
Si vous disposez d'ouvrages ou d'articles de référence ou si vous connaissez des sites web de qualité traitant du thème abordé ici, merci de compléter l'article en donnant les références utiles à sa vérifiabilité et en les liant à la section « Notes et références ».
Didier Brice est un comédien et metteur en scène français. Il a reçu le Prix du seul en scène au Palmarès du théâtre en 2013, et fut quatre fois nommé aux Molières remportant le Molière du comédien dans un second rôle en 2016.

## Théâtre

### Comédien
- 1986 : La Stratégie des papillons d'Esther Vilar, mise en scène Viviane Théophilidès, Espace Gaîté
- 1989 : La Famille de Lodewijk de Boër, mise en scène Jean-Christophe Grinevald, théâtre de La Main d'Or
- 1991 : Les caïmans sont des gens comme les autres de Pierre Pelot et Christian Rauth, mise en scène Jean-Christian Grinevald, théâtre de la Main d'Or
- 1992 : De la paille pour mémoire de Roland Fichet, mise en scène Jean-Marie Blin, théâtre de la Main d'Or
- 1993 : Molière d'après Carlo Goldoni, mise en scène Daniel Soulier, théâtre de la Main d'Or
- 1993 : Le Misanthrope de Molière, mise en scène Jean-Christian Grinevald, théâtre de La Main d'Or
- 1993 : L'Aberration des étoiles fixes de Manlio Santanelli, mise en scène Jean-Christian Grinevald, théâtre de la Main d'Or - Ramon
- 1994 : Le Rabelais d'après Pantagruel et Gargantua de Rabelais, mise en scène Didier Brice, Olivier Granier, Jean-Christian Grinevald et Daniel Soulier, théâtre de la Main d’Or
- 1995 : La Seconde Surprise de l'amour de Marivaux, mise en scène Jean-Paul Tribout, théâtre Grévin
- 1996 : L'École des femmes de Molière, mise en scène Jean-Christian Grinevald, théâtre de la Main d’Or
- 1997 : Les Molières en chocolat de Jean-Christian Grinevald et Philippe Ogouz, mise en scène Jean-Christian Grinevald, théâtre de la Main d’Or
- 1999 : La Légende de Mademoiselle Trottemenue de José Valverde, mise en scène de l'auteur, théâtre Essaïon
- 1999-2005 : Journal d'un poilu d'après Henri Laporte, mise en scène Stéphane Cabel et Didier Brice, tournée
- 2001 : La Tragédie d'Othello, le Maure de Venise de William Shakespeare, mise en scène Dominique Pitoiset, théâtre national de Bretagne, théâtre national de Chaillot, théâtre national de Toulouse, La Criée, Comédie de Clermont-Ferrand - Roderigo
- 2002 : Journal d'un poilu d'après Henri Laporte, mise en scène Stéphane Cabel et Didier Brice, théâtre de l'Île-Saint-Louis-Paul Rey
- 2005 : Portrait de famille de Denise Bonal, mise en scène Marion Bierry, tournée
- 2006 : La Sainte Catherine de Stéphan Wojtowicz, mise en scène José Paul et Agnès Boury, Petit Théâtre de Paris
- 2007 : La Sainte Catherine de Stéphan Wojtowicz, mise en scène José Paul et Agnès Boury, tournée
- 2007 : Les Forains de Stéphan Wojtowicz, mise en scène Panchika Velez, Théâtre 13, tournée - Nono
- 2008 : Les Forains de Stéphan Wojtowicz, mise en scène Panchika Velez, théâtre La Bruyère
- 2008 : Tonton Léon Story de Serge Serout, mise en scène Daniel Colas, théâtre des Mathurins - Tonton Léon
- 2009 : Les Forains de Stéphan Wojtowicz, mise en scène Panchika Velez, théâtre de l'Union, tournée
- 2010 : La Parisienne d'Henry Becque, mise en scène Didier Long, théâtre Montparnasse - Du Mesnil
- 2010 : Une comédie romantique de Gérald Sibleyras, mise en scène Christophe Lidon, théâtre Montparnasse
- 2012 : Le Mec de la tombe d'à côté de Katarina Mazetti, mise en scène Panchika Velez, Petit Montparnasse
- 2013 : Journal d'un poilu d'après Henri Laporte, mise en scène Stéphane Cabel et Didier Brice, théâtre La Bruyère
- 2013 : À flanc de colline de Benoît Moret, mise en scène Julien Sibre, théâtre Tristan-Bernard
- 2014 : Le Mec de la tombe d'à côté de Katarina Mazetti, mise en scène Panchika Velez, théâtre des Béliers parisiens
- 2014 : Des gens intelligents de Marc Fayet, mise en scène José Paul, théâtre de Paris
- 2015 : À torts et à raisons de Ronald Harwood, mise en scène Georges Werler, théâtre Hébertot
- 2016 : À torts et à raisons de Ronald Harwood, mise en scène Georges Werler, théâtre Hébertot
- 2017 : Célimène et le Cardinal de Jacques Rampal, mise en scène de l'auteur, Comédie Bastille
- 2017 : En attendant Bojangles de Olivier Bourdeaut, mise en scène Victoire Berger-Perrin, Festival d'Avignon off
- 2017 : Modi de Laurent Seksik, mise en scène Didier Long, théâtre de l'Atelier
- 2018 : En attendant Bojangles de Olivier Bourdeaut, mise en scène Victoire Berger-Perrin, La Pépinière-Théâtre
- 2019 : L'Homme sans souci, d'après L’Indigent Philosophe de Marivaux, mise en scène Didier Brice, festival off d'Avignon
- 2019 : Jo d'Alec Coppel, mise en scène Benjamin Guillard, théâtre du Gymnase
- 2020 : L'Homme sans souci, d'après L’Indigent Philosophe de Marivaux, mise en scène Didier Brice, théâtre du Ranelagh
- 2022 : Le Jeu du Président de Julien Gelas, mise en scène Gérard Gelas, théâtre du Chêne noir (Festival off d'Avignon)
- 2025 : Marinella de Franck Buirod, mise en scène Julien Alluguette, théâtre de la Madeleine

### Metteur en scène
- 1993 : L'Assaut des sangsues de Carlo Goldoni, théâtre de la Main d’Or
- 1994 : Le Rabelais d'après Pantagruel et Gargantua de François Rabelais, mise en scène avec Olivier Granier, Jean-Christian Grinevald et Daniel Soulier, théâtre de la Main d’Or
- 1997 : Le Bourreau d'Ivan Calbérac, théâtre Essaïon
- 1998 : Jean-Baptiste Vuillaume d'Ivan Calbérac, Mirecourt
- 1999 : Journal d'un poilu d'après Henri Laporte, mise en scène avec Stéphane Cabel, tournée
- 2004 : Après la Peur, pièce dansée, théâtre des Halles, tournée.
- 2008 : À la conquête du paranormal de Gérard Majax, Balajo
- 2010 : Les Grandes Personnes d'Audrey, Comédie Nation
- 2011 : Australopithèques modernes de Christophe Delort, Le Funambule Montmartre
- 2013 : Journal d'un poilu d'après Henri Laporte, mise en scène avec Stéphane Cabel, théâtre La Bruyère
- 2019 : L'Homme sans souci, d'après L’Indigent Philosophe de Marivaux

## Filmographie

### Cinéma

#### Longs métrages
- 1990 : Un jeu d'enfant de Pascal Kané - l’aumônier
- 1996 : Hercule et Sherlock de Jeannot Szwarc - Gilles
- 1998 : Dieu seul me voit (Versailles-Chantiers) de Bruno Podalydès
- 1998 : Ceux qui m'aiment prendront le train de Patrice Chéreau - Cédric
- 1999 : Une femme d'extérieur de Christophe Blanc - Michel
- 2000 : Les Marchands de sable de Pierre Salvadori - l'homme à l’enveloppe
- 2002 : Irène d'Ivan Calbérac - le déménageur
- 2004 : Comme une image d'Agnès Jaoui - L'assistant
- 2005 : Virgil de Mabrouk El Mechri - le bras droit
- 2006 : Hors de prix de Pierre Salvadori - François
- 2006 : On va s'aimer d'Ivan Calbérac - le client d'Élodie
- 2007 : La France de Serge Bozon - Jean
- 2009 : Une semaine sur deux (et la moitié des vacances scolaires)  d'Ivan Calbérac - M. Gaudin
- 2010 : De vrais mensonges de Pierre Salvadori - l’homme au magazine
- 2019 : Fourmi de Julien Rappeneau - Banal
- 2021 : La Troisième Guerre de Giovanni Aloi - Boris Corvard
- 2021 : La Place d'une autre d'Aurélia Georges - Massip
- 2022 : Les Volets verts de Jean Becker - metteur en scène

#### Courts métrages
- 1991 : l'Arbre à photos de Robert Schwarz
- 1992 : Piscine de Laurent Jennet
- 1995 : Trop de chance d'Ivan Calbérac
- 1996 : Les Années indigestes d'Ivan Calbérac
- 1997 : Le Réceptionniste d'Ivan Calbérac
- 2000 : Stand-by de Dominique Aru
- 2003 : La Femme qui a vu l'ours de Patrice Carré
- 2007 : Surprise ! de Fabrice Maruca

### Télévision
- 1992 : Imogène, épisode Imogène inaugure les chrysanthèmes de Thierry Chabert
- 1992 : Imogène, épisode Imogène dégaine de Thierry Chabert
- 1994 : Les Cinq Dernières Minutes : épisode Fin de bail de Jean-Jacques Kahn - Voisin
- 1995 : L'Allée du Roi de Nina Companeez
- 1995 : Julie Lescaut, épisode Bizutage d’Alain Bonnot - Quentin
- 1998 : Joséphine, ange gardien, épisode L'Enfant oublié d'Alain Bonnot - le curé
- 2000 : Le Détour de Pierre Salvadori
- 2002 : Avocats et Associés, épisode Retour de baton d'Alexandre Pidoux - Michel Bazin
- 2002-2009 : Père et Maire (24 épisodes) - Thibault Lehaut
- 2004 : Le Camarguais, épisode Un nouveau départ d'Olivier Langlois - le lieutenant Posniek
- 2005 : Le Grand Charles de Bernard Stora - le lieutenant chauffeur
- 2011 : Les Ripoux anonymes épisode Une paire d’as de Claude Zidi et Julien Zidi - Jean-Marc
- 2011 : Sœur Thérèse.com épisode Sur le chemin de la vérité de Pascal Heylbroeck - le père André
- 2012 : Joséphine, ange gardien, épisode Suivez le guide de Pascal Heylbroeck - M. Gérard
- 2022 :  Scènes de ménages : un acheteur intéressé par la voiture sans permis de Philippe
- 2025 : Monsieur de Méliane Marcaggi : Radier

### Web série
- 2012 : Post Coïtum de Guillaume Crémonèse et Damien Gault, sélectionnée au Festival de la fiction TV de La Rochelle 2011 et au Festival des créations télévisuelles de Luchon 2012[1]

## Doublage

### Cinéma

#### Films
- John Turturro dans :
  - Quiz Show (1994) : Herbie Stempel
  - The Big Lebowski (1998) : Jesus Quintana

- Ewen Bremner dans : 
  - Trainspotting (1996) :  Daniel « Spud » Murphy
  - T2 Trainspotting (2017) : Daniel « Spud » Murphy

- 1999 : Magnolia de Paul Thomas Anderson : ? ( ? )
- 2012 : Reality : Luciano Ciotola (Aniello Arena)
- 2013 : Blood Ties : McNally (Griffin Dunne)
- 2014 : Winter Sleep : Levent (Nadir Saribacak)
- 2014 : Les Nouveaux Sauvages : l'ami de Simón (Luis Mazzeo)
- 2017 : La Planète des singes : Suprématie : Méchant singe (Steve Zahn)
- 2019 : Pinocchio : Geppetto (Roberto Benigni)
- 2021 : Pierre Lapin 2 : Panique en ville : Samuel le moustachu (Rupert Degas) (voix)
- 2021 : The French Dispatch : ? ( ? )
- 2022 : Là où chantent les écrevisses : Pa (Garrett Dillahunt)
- 2023 : Maestro : ? ( ? )

#### Film d'animation
- 2010 : L'Apprenti Père Noël : le commissaire, un renne

- 2017 : Cars 3 : Doc Hudson

### Télévision

#### Téléfilm
- 2023 : Coup de foudre en cadeau de Noël : ? ( ? )

#### Séries télévisées
- 2006 : Las Vegas : Garisson, "baleine" de Sam [Qui ?] (saison 3, épisode 15)
- 2024 : Masters of the Air : ? ( ? ) (mini-série)

## Radio
- Depuis 1993 De nombreuses fictions radiophoniques pour France Culture et France Inter.

## Distinctions

### Récompenses
- Palmarès du théâtre 2013 : Prix seul en scène pour Le journal d'un poilu
- Molières 2016 : Molière du comédien dans un second rôle pour À torts et à raisons

### Nominations
- Molières 2006 : Molière de la révélation théâtrale pour La Sainte Catherine
- Molières 2006 : Molière du comédien dans un second rôle pour La Sainte Catherine
- Molières 2008 : Molière du comédien dans un second rôle pour Les Forains